# كسينيا فيدوروفا
كسينيا فيدوروفا (الروسية: Ксéния Влади́мировна Фёдорова) هي صحفية روسية، ولدت في 26 ديسمبر 1980 في قازان في روسيا.

## السيرة الشخصية
ولدت كسينيا فيدوروفا، في قازان لأب مهندس فضاء، وأم صحفية، تأثرت بمهنة والدتها، حيث أحبت الصحافة وعملت فيها، تقول كسينيا «ساعدتني والدتي في اختيار طريقي، لقد قلدتها بكتابة المقالات عندما كان عمري 13 أو 15 عامًا، أدركت بسرعة أن الصحافة ستوفر لي المزيد من حرية العمل والتعبير». حصلت على شهادة الماجستير في إدارة الأعمال التنفيذية من كلية برلين للقيادة الإبداعية في عام 2014.